# Ianthopsis vanhoeffeni
Ianthopsis vanhoeffeni är en kräftdjursart som beskrevs av Just 200. Ianthopsis vanhoeffeni ingår i släktet Ianthopsis och familjen Acanthaspidiidae. Inga underarter finns listade i Catalogue of Life.